# Fastivka, Bila Țerkva
Fastivka (în ucraineană Фастівка) este o comună în raionul Bila Țerkva, regiunea Kiev, Ucraina, formată numai din satul de reședință.

## Demografie
Componența lingvistică a comunei Fastivka
     Ucraineană (98,73%)
     Rusă (1,27%)
Conform recensământului din 2001, majoritatea populației comunei Fastivka era vorbitoare de ucraineană (98,73%), existând în minoritate și vorbitori de rusă (1,27%).